# Marie Bouzková
Marie Bouzková (Praga, 21 de julio de 1998) es una jugadora de tenis checa.
Hasta la fecha, Bouzkova ha ganado 1 título en individual y 3 de dobles en el circuito WTA. Además de 12 títulos individuales en el circuito ITF.
Su mejor ranking individual de la WTA es el 24, alcanzado en diciembre de 2022.
Como júnior, ganó el Abierto de Estados Unidos 2014 dos meses después de ser finalista de dobles en Wimbledon.

## Carrera profesional

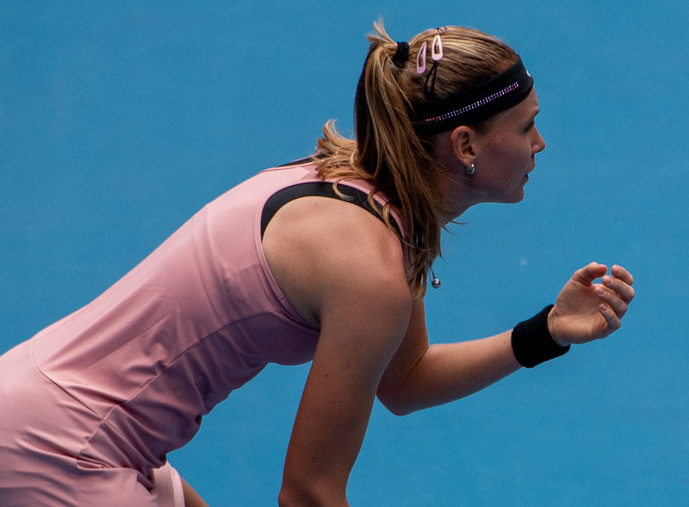
Marie Bouzková en 2020, Melbourne, Australia

En 2017 se ha estrenado en Grand Slam disputando la fase previa de Wimbledon, dónde superó la 1.ª ronda de la fase de clasificación y también en el Abierto de Estados Unidos donde cayó en la 1.ª ronda de la fase de clasificación.  
En 2018 llegó a 3.ª ronda en la fase de clasificación del Abierto de Australia y se quedó a un paso de llegar a su primer cuadro principal. A finales de octubre de 2018 alcanzó su mejor ranking individual, que hasta la fecha es el 142 del mundo. Hizo su debut en Grand Slam en el Abierto de Estados Unidos 2018, tras superar la fase de clasificación.
Empieza el 2019 de forma muy positiva, logrando superar la fase previa de Brisbane para llegar hasta 2.ª ronda y caer ante su compatriota Karolína Plíšková. Esta 2.ª ronda le permite subir hasta su mejor ranking hasta entonces, el número 119 del mundo.
A mediados de marzo, en el WTA 125ks de Guadalajara, México, Marie lograría jugar su primera final en un torneo de categoría WTA lo que la impulsó a su mejor ranking histórico (116). Unos meses después seguiría con su progresión al ganar su primer partido en un cuadro principal de Gran Slam en Wimbledon, tras imponerse a la alemana Mona Barthel. Este resultado la impulsaría a las puertas del top100, al cual entraría por primera vez, una semana después tras conquistar el título en el torneo ITF W80 de Nur-Sultán en Kazajistán.
Fue en su siguiente torneo dónde Marie dio el gran salto al llegar a las semifinales en el Premier 5 de Toronto desde la fase previa. Para ello tuvo que derrotar a jugadoras del nivel de Sloane Stephens, Jeļena Ostapenko o Simona Halep para terminar derrotada ante Serena Williams. Esta fantástica semana (la mejor hasta la fecha en su carrera), la catapultó unos 40 lugares en la clasificación para afianzar su lugar en el top100 que recién había logrado.
En el verano de 2022 ganaría su primer título individual de la WTA y lo haría jugando en casa, en Praga. Derrotó en la final a la rusa Anastasia Potapova por un claro 6-3 6-0.

## Títulos WTA (8; 2+6)

### Individual (2)
| Leyenda                                |
| -------------------------------------- |
| Grand Slam (0)                         |
| Juegos Olímpicos (0)                   |
| WTA Tour Championships (0)             |
| P. Mandatory & Premier 5, WTA 1000 (0) |
| Premier, WTA 500 (0)                   |
| International, WTA 250 (2)             |

| N.º | Fecha               | Torneo | Superficie | Oponente en la final | Resultado |
| 1.  | 31 de julio de 2022 | Praga  | Dura       | Anastasia Potapova   | 6-0, 6-3  |

#### Finalista (5)
| N.º | Fecha                 | Torneo       | Superficie    | Oponente en la final | Resultado     |
| 1.  | 8 de marzo de 2020    | Monterrey    | Dura          | Elina Svitólina      | 5-7, 6-4, 4-6 |
| 2.  | 19 de febrero de 2021 | Melbourne IV | Dura          | Daria Kasátkina      | 6-4, 2-6, 2-6 |
| 3.  | 27 de febrero de 2022 | Guadalajara  | Dura          | Sloane Stephens      | 5-7, 6-1, 2-6 |
| 4.  | 7 de abril de 2024    | Bogotá       | Tierra batida | Camila Osorio        | 3-6, 6-7(5)   |
| 5.  | 4 de agosto de 2024   | Washington   | Dura          | Paula Badosa         | 1-6, 6-4, 4-6 |

### Dobles (6)
| Leyenda                                |
| Grand Slam (0)                         |
| Juegos Olímpicos (0)                   |
| WTA Tour Championships (0)             |
| P. Mandatory & Premier 5, WTA 1000 (1) |
| Premier, WTA 500 (0)                   |
| International, WTA 250 (5)             |

| N.º | Fecha                 | Torneo     | Superficie    | Pareja                | Oponentes en la final              | Resultado         |
| --- | --------------------- | ---------- | ------------- | --------------------- | ---------------------------------- | ----------------- |
| 1.  | 20 de junio de 2021   | Birmingham | Hierba        | Lucie Hradecká        | Ons Jabeur Ellen Perez             | 6-4, 2-6, [10-8]  |
| 2.  | 18 de julio de 2021   | Praga      | Dura          | Lucie Hradecká        | Viktória Kužmová Nina Stojanović   | 7-6(3), 6-4       |
| 3.  | 24 de abril de 2022   | Estambul   | Tierra batida | Sara Sorribes         | Kamila Rakhimova Natela Dzalamidze | 6-3, 6-4          |
| 4.  | 8 de octubre de 2023  | Pekín      | Dura          | Sara Sorribes Tormo   | Hao-Ching Chan Giuliana Olmos      | 3-6, 6-0, 10-4    |
| 5.  | 15 de octubre de 2023 | Seul       | Dura          | Bethanie Mattek-Sands | Luksika Kumkhum Peangtarn Plipuech | 6–2, 6–1          |
| 6.  | 28 de junio de 2025   | Eastbourne | Hierba        | Anna Danilina         | Hsieh Su-wei Maya Joint            | 6-4, 1-6, 7-6(10) |

#### Finalista (3)
| N.º | Fecha                | Torneo     | Superficie    | Pareja                | Oponentes en la final          | Resultado           |
| --- | -------------------- | ---------- | ------------- | --------------------- | ------------------------------ | ------------------- |
| 1.  | 16 de agosto de 2020 | Lexington  | Dura          | Jil Teichmann         | Hayley Carter Luisa Stefani    | 1-6, 5-7            |
| 2.  | 11 de abril de 2021  | Charleston | Tierra batida | Lucie Hradecká        | Nicole Melichar Demi Schuurs   | 2-6, 4-6            |
| 3.  | 7 de enero de 2024   | Auckland   | Dura          | Bethanie Mattek-Sands | Anna Danilina Viktória Kužmová | 3-6, 7-6(5), [8-10] |

## Títulos ITF

### Individual (12)
| Torneos de $100,000 |
| Torneos de $80,000  |
| Torneos de $60,000  |
| Torneos de $25,000  |
| Torneos de $15,000  |
| Torneos de $10,000  |

| N.º | Fecha                 | Torneo                      | Superficie | Oponentes             | Resultado     |
| --- | --------------------- | --------------------------- | ---------- | --------------------- | ------------- |
| 1.  | 5 de octubre de 2014  | Hilton Head Island, USA     | Arcilla    | Natalia Vikhlyantseva | 7-5, 6-1      |
| 2.  | 21 de junio de 2015   | Islas Mauricio              | Dura       | Lou Brouleau          | 6-3, 6-4      |
| 3.  | 28 de junio de 2015   | Islas Mauricio              | Dura       | Jaeda Daniel          | 7-5, 6-2      |
| 4.  | 5 de julio de 2015    | Isla de la Reunión, Francia | Dura       | Ilse Hattingh         | 6-2, 6-3      |
| 5.  | 23 de enero de 2016   | Isla de Guadalupe, Francia  | Dura       | Theo Gravouil         | 6-4, 6-1      |
| 6.  | 21 de febrero de 2016 | Cuernavaca, México          | Dura       | Lauren Albanese       | 0-6, 6-0, 6-1 |
| 7.  | 14 de mayo de 2016    | Monzón, España              | Dura       | Jessika Ponchet       | 6-4, 6-4      |
| 8.  | 12 de junio de 2016   | Puszczykowo, Polonia        | Dura       | Valeria Savinykh      | 6-2, 6-0      |
| 9.  | 26 de febrero de 2017 | Perth, Australia            | Dura       | Markéta Vondroušová   | 1-6, 6-3, 6-2 |
| 10. | 12 de marzo de 2017   | Orlando, Estados Unidos     | Arcilla    | Victoria Rodríguez    | 7-5, 5-7, 6-0 |
| 11. | 18 de marzo de 2018   | Irapuato, México            | Dura       | Kristina Kucova       | 6-4, 6-0      |
| 12. | 21 de julio de 2019   | Nur-Sultan, Kazajistán      | Dura       | Natalija Kostic       | 6-3, 6-3      |